# Иван Джелепов
Иван Николов Джелепов е български юрист, 45-и кмет на Бургас в периода 21 април 1932 – 30 май 1934 година.

## Биография
Роден е на 16 октомври 1878 г. в карабунарското село Кирово. В периода 1911-1914 г. завършва право в Софийския университет. Членува в Демократическата партия. В два периода е общински съветник в Бургас - от 1919 до 1921 и 1929 до 1931 г. В периода 21 април 1932 - 30 май 1934 е кмет на града. Докато е кмет прави постъпки градът да се ползва с намаление на тарифите на БДЖ, за да привлича туристи. Умира на 30 май 1958 г. в град Бургас